# جائزة أفضل لاعب كرة قدم في العالم 1993
فاز بجائزة أفضل لاعب كرة قدم في العالم 1993 الإيطالي روبرتو باجو.